# Esther Williams
Pour les articles homonymes, voir Williams.
Esther Jane Williams, née le 8 août 1921 à Inglewood (Californie) et morte le 6 juin 2013 à Beverly Hills (Californie),, est une nageuse de compétition et une actrice américaine.
Elle est devenue célèbre par ses films musicaux comportant des scènes de natation et de plongeon,.

## Biographie

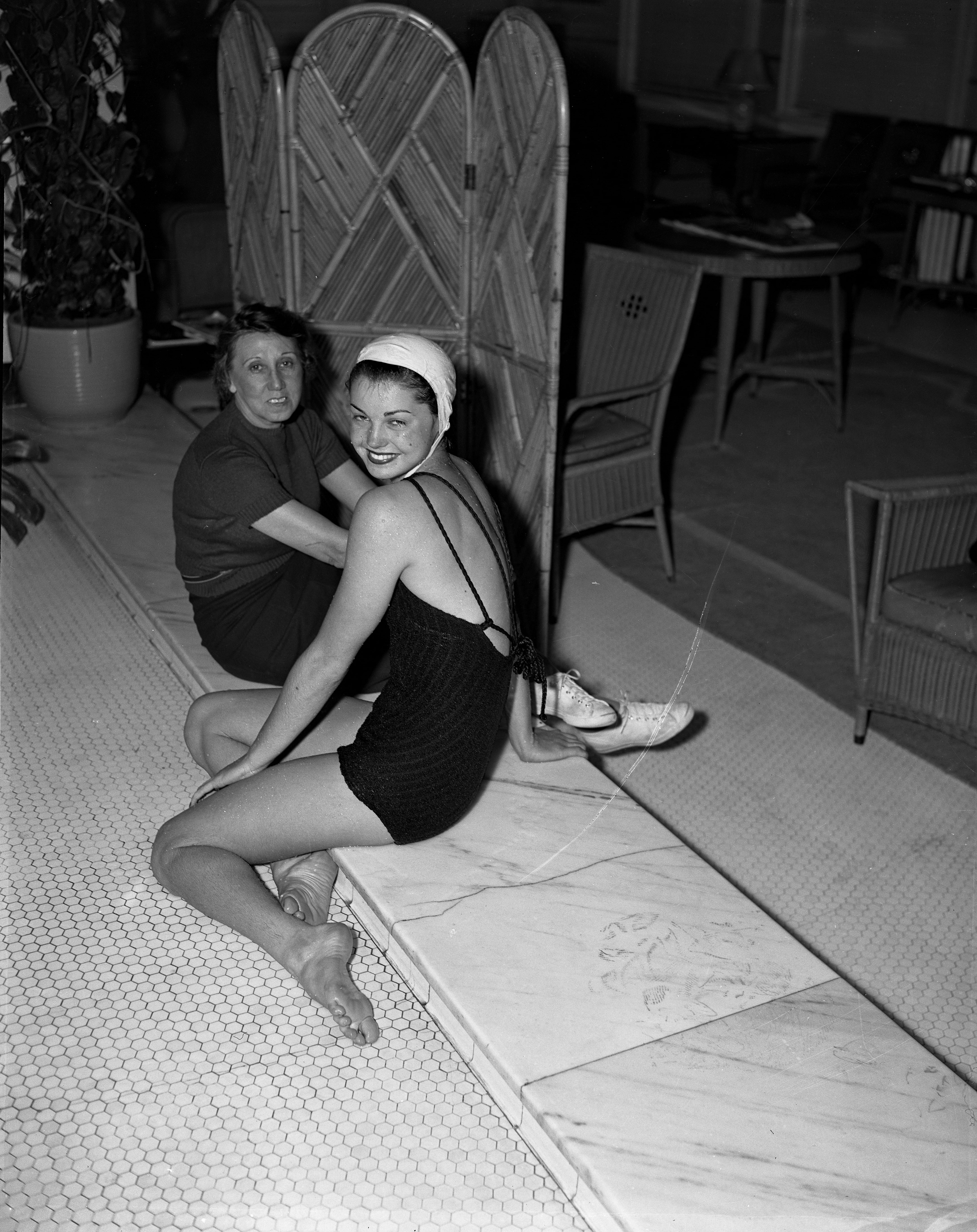
Esther Williams à Los Angeles (Californie) en 1939.

Attirée par la natation dès son plus jeune âge, Esther Williams devient championne des États-Unis du 100 mètres nage libre en 1939. Elle se prépare pour participer aux Jeux olympiques d'été de 1940, qui ont finalement été annulés pour cause de Seconde Guerre mondiale,.
Elle se rend à Hollywood, engagée par MGM pour des numéros de ballets aquatiques et des comédies musicales. Elle n'échappe à ce registre, qui fit sa gloire, que dans quelques films dramatiques, comme L'enquête de l'inspecteur Graham où elle joue le rôle d'un professeur victime d'une agression.
Nombre de ses films, tels que La Chérie de Jupiter, Le Bal des sirènes ou La Première Sirène, contiennent des scènes de natation minutieusement orchestrées, qui ont parfois demandé beaucoup à l'actrice sur le plan physique. Dans son autobiographie, Esther Williams détaille plusieurs occasions où elle a failli se noyer en tournant des cascades époustouflantes. Elle a rarement fait appel à une doublure. Elle était surnommée « la sirène d'Hollywood ».
Ses films ont participé à populariser la natation synchronisée. Dans La Première Sirène, elle incarne d'ailleurs Annette Kellerman, pionnière de la natation synchronisée qui a également eu une carrière au cinéma.
En 1961, elle fait ses adieux au cinéma avec le film La Fontaine magique et se consacre à sa vie de famille avec son mari, Edward Bell, à Beverly Hills. Elle prête son nom à une ligne de maillots de bain pour femmes.
Elle possède une étoile sur le Hollywood Walk of Fame.

### Vie privée
Sa vie amoureuse suscite l'intérêt des médias. Esther Williams s'est mariée quatre fois. De 1945 à 1958, elle a été mariée au chanteur et acteur Ben Gage (en), avec qui elle a eu trois enfants. Dans son autobiographie, elle le dépeint comme un parasite alcoolique qui a gaspillé ses revenus. Elle a eu une liaison avec Jeff Chandler. Son troisième mari fut l'acteur Fernando Lamas, père de l'acteur Lorenzo Lamas, qu'elle épouse en 1969 jusqu'à ce qu'il décède en 1982. Elle finira par épouser Edward Bell.

## Postérité
Dans le film Sous le figuier, le personnage incarné par Gisèle Casadesus déclare que dans sa jeunesse, elle « nageait comme Esther Williams ».
Dans un épisode de La Petite Vie, le personnage de Jean-Lou se fait appeler Esther Williams alors qu’il porte un casque de bain.
Dans l'épisode 15 de la saison 4 de la série TV Les Simpson, le personnage de Lisa est « repêchée » nageant nue dans un parc d'attraction sous l'effet d'alcool ingéré malencontreusement. Elle est raccompagnée chez ses parents par les autorités, scandant alors : « Je suis Esther Williams ! » dans une pose rappelant celle de certains nageurs sur le point de plonger.

## Filmographie
Sauf indication contraire, les informations mentionnées dans cette section peuvent être confirmées par la base de données cinématographiques IMDb,  présente dans la section « Liens externes ».

### Fictions

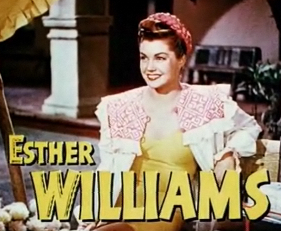
Sénorita Toréador (1947).

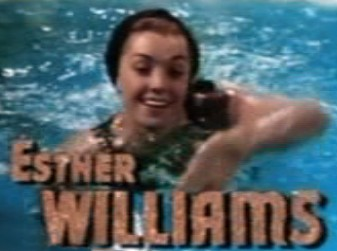
La Première Sirène (1952).

- 1942 : Personalities (court-métrage)
- 1942 : Inflation (court-métrage)
- 1942 : La Double Vie d'André Hardy (Andy Hardy's Double Life) : Sheila Brooks
- 1943 : Un nommé Joe (A Guy Named Joe) : Ellen Bright
- 1944 : Le Bal des sirènes (Bathing Beauty) : Caroline Brooks
- 1945 : Frisson d'amour (Thrill of a Romance) : Cynthia Glenn
- 1945 : Ziegfeld Follies de Vincente Minnelli, segment A Water Ballet : elle-même
- 1946 : The Hoodlum Saint : Kay Lorrison
- 1946 : Ève éternelle (Easy to Wed) : Connie Allenbury Chandler
- 1946 : La Pluie qui chante (Till The Clouds Roll By) : elle-même, signant des autographes (non créditée)
- 1947 : Sénorita Toréador (Fiesta) : Maria Morales
- 1947 : Le Souvenir de vos lèvres (This Time for Keeps) : Leonora 'Nora' Cambaretti
- 1948 : Dans une île avec vous (On an Island with You) : Rosalind Rennolds
- 1949 : Match d'amour (Take Me Out to the Ball Game) : K.C. Higgins
- 1949 : La Fille de Neptune (Neptune's Daughter) : Eve Barrett
- 1950 : Jamais deux sans toi (Duchess of Idaho) de Robert Z. Leonard : Christine Riverton Duncan
- 1950 : Chanson païenne (Pagan Love Song) : Mimi Bennett
- 1951 : Carnaval au Texas (Texas Carnival) : Debbie Telford
- 1951 : Une vedette disparait (Callaway Went Thataway) : elle-même (apparition ; non créditée)
- 1952 : Des jupons à l'horizon (Skirts Ahoy!) : Whitney Young
- 1952 : La Première Sirène (Million Dollar Mermaid) : Annette Kellerman
- 1953 : Traversons la Manche (Dangerous When Wet) : Katie Higgins
- 1953 : Désir d'amour (Easy to Love) : Julie Hallerton
- 1955 : La Chérie de Jupiter (Jupiter's Darling) : Amytis
- 1956 : L'Enquête de l'inspecteur Graham (The Unguarded Moment) : Lois Conway
- 1958 : Orage au paradis (Raw Wind in Eden), de Richard Wilson : Laura
- 1961 : Les Rois du cirque (The Big Show) : Hillary Allen
- 1963 : La Fontaine magique (The Magic Fountain) : Hyacinth Tower

### Documentaires
- 1950 : Screen Actors (court-métrage)
- 1955 : 1955 Motion Picture Theatre Celebration (court-métrage)
- 1956 : Screen Snapshots: Hollywood, City of Stars (court-métrage)
- 1974 : Il était une fois Hollywood (That's Entertainement Part I)
- 1976 : Hollywood, Hollywood (That's entertainement Part II)
- 1994 : That's Entertainment! III (documentaire)

2024 : Esther Williams, la sirène d'Hollywood (Arte)